# سيزار مونيوث
سيزار مونيوث هو لاعب شطرنج إكوادوري، ولد في 1929، وتوفي في 2000.

## روابط خارجية
- سيزار مونيوث على موقع مباريات الشطرنج (الإنجليزية)
- سيزار مونيوث سجل أولمبياد الشطرنج على موقع OlimpBase.org (الإنجليزية)